# Најуспјешнији фудбалски клубови Републике Српске
Фудбалски клубови из Републике Српске који су остварили запажене резултате у домаћој лиги и који су изашли у међународне фудбалске воде и остварили одређене резултате у разним степенима европских фудбалских такмичења:

## *Фудбалски клуб Борац
Борац је клуб из Бање Луке, највећи и најтрофејнији фудбалски клуб из Републике Српске. Био је освајач Купа Југославаје као и финалиста тог такмичења, четвртопласирани тим Прве лиге СФР Југославије, шампион је БиХ и троструки шампион Републике Српске, финалиста и побједник Купа БиХ, те петоструки освајач Купа РС, а побједник је и најстаријег европског клупског фудбалског такмичења Митропа куп, и има највише европских наступа од свих клубова у Републици Српској.

### Борац у првенству Републике Српске
| Сезона   | Првак | Другопласирани | Трећепласирани |
| 2000/01. | Борац | Слобода        | Рудар          |
| 2005/06. | Борац | Љубић          | Дрина          |
| 2007/08. | Борац | Слога          | Козара         |
| 1997/98. | Рудар | Борац          | Гласинац       |

### Борац у првенству Босне и Херцеговине
| Сезона   | Првак | Другопласирани | Трећепласирани |
| 2010/11. | Борац | Сарајево       | Жељезничар     |

### Борац у првенствуСФР Југославије
| Сезона   | Шампион       | Вицешампион | Четвртопласирани |
| 1990/91. | Црвена звезда | Динамо      | Борац            |

### Борац у европским такмичењима
| Сезона   | Такмичење            | Ранг          | Земља           | Клуб            | Резултат       |
| -------- | -------------------- | ------------- | --------------- | --------------- | -------------- |
| 1975/76. | Куп победника купова | 1. коло       | Луксембург      | Римеланж        | 9:0, 5:1       |
|          |                      | осмина финала | Белгија         | Андерлехт       | 0:3, 1:0       |
| 1988/89. | Куп победника купова | 1. коло       | Совјетски Савез | Металист Харков | 2:0, 0:4       |
| 1992.    | Митропа куп          | полуфинале    | Италија         | Фођа            | 2:2 пен. (4:2) |
|          |                      | Финале        | Мађарска        | Будимпешта ВСК  | 1:1 пен. (5:3) |
| 2010/11. | УЕФА лига Европе     | 2. коло кв.   | Швајцарска      | Лозана          | 1:0, 1:1       |
| 2011/12  | Лига шампиона        | 2. коло кв.   | Израел          | Макаби Хаифа    | 1:5, 3:2       |
| 2012/13. | УЕФА лига Европе     | 1. коло кв.   | Црна Гора       | Челик Никшић    | 2:2, 1:1       |

## *Фудбалски клуб Леотар
Леотар је клуб из Требиња и први шампион, прве сезоне јединствене лиге Босне и Херцеговине.

### Леотар у првенству Републике Српске
| Сезона   | Првак  | Другопласирани | Трећепласирани |
| 2001/02. | Леотар | Козара         | Борац          |

### Леотар у првенству Босне и Херцеговине
| Сезона   | Првак  | Другопласирани | Трећепласирани |
| 2002/03. | Леотар | Жељезничар     | Сарајево       |

### Леотар у европским куповима
| Сезона  | Такмичење     | Коло       | Држава | Клуб               | Резултат |
| ------- | ------------- | ---------- | ------ | ------------------ | -------- |
| 2003/04 | Лига шампиона | 1 коло кв. |        | CS Grevenmacher    | 0-0, 2-0 |
|         |               | 2 коло кв. | Чешка  | Славија Праг, Праг | 1-2, 0-2 |

## *Фудбалски клуб Модрича
Модрича је клуб из Модриче.

### Модрича у првенству Републике Српске
| Сезона   | Првак   | Другопласирани | Трећепласирани |
| 2002/03. | Модрича | Славија        | Љубић          |

### Модрича у првенству Босне и Херцеговине
| Сезона   | Првак   | Другопласирани | Трећепласирани |
| 2007/08. | Модрича | Широки Бријег  | Челик          |

### Модрича Максима у европским такмичењима
| Сезона  | Такмичење     | Коло        | Држава   | Клуб                       | Резултат |
| ------- | ------------- | ----------- | -------- | -------------------------- | -------- |
| 2004/05 | УЕФА куп      | 1 коло кв.  | Андора   | Санта Колома, Санта Колома | 1-0, 3-0 |
|         |               | 2 коло кв.  | Бугарска | Левски Софија              | 0-5, 0-3 |
| 2008/09 | Лига шампиона | 1 коло кв.  | Албанија | Динамо, Тирана             | 2-0, 2-1 |
|         |               | 2. коло кв. | Данска   | Алборг                     | 1-2, 0-5 |

## *Фудбалски клуб Славија
Славија је клуб из Источног Сарајева и најстарији фудбалски клуб на територији Републике Српске, основан давне 1908. године. Од уласка у Премијер лигу БиХ највећи успјех клуба у послијератној историји је у сезони 2008/09. када је освојен Куп БиХ.

### Славија у првенству Краљевине СХС/Краљевине Југославије
| Сезона   | Првак       | Другопласирани | Трећепласирани (полуфиналисти) |
| 1925.    | Југославија | Грађански      | Бачка Славија                  |
| 1926.    | Грађански   | Југославија    | Хајдук Славија                 |
| 1936.    | БСК Београд | Славија        | НАК Нови Сад СК Љубљана        |
| 1939/40. | Грађански   | БСК Београд    | Славија                        |

### Славија у првенству Републике Српске
| Сезона   | Првак   | Другопласирани | Трећепласирани |
| 2002/03. | Модрича | Славија        | Љубић          |
| 2003/04. | Славија | Младост        | Љубић          |

### Славија у европским такмичењима
| Сезона   | Такмичење        | Коло       | Држава   | Клуб                               | Резултат  |
| -------- | ---------------- | ---------- | -------- | ---------------------------------- | --------- |
| 1940.    | Митропа куп      | 1/4        | Мађарска | Ференцварош, Будимпешта            | 3-0, 1-11 |
| 2007.    | Интертото куп    | 1 коло     | Андора   | Сант Ђулија, Сант Ђулија де Лорија | 3-2, 3-2  |
|          |                  | 2 коло     | Румунија | Оцелул Галац, Галац                | 0-0, 0-3  |
| 2009/10. | УЕФА Лига Европе | 2 коло кв. | Данска   | Алборг, Алборг                     | 0-0, 3-1  |
|          |                  | 3 коло кв. | Словачка | Кошице, Кошице                     | 0-2, 1-3  |

## Фудбалски клуб Радник
Радник је фудбалски клуб из Бијељине у Републици Српској, који се тренутно такмичи у Премијер лиги Босне и Херцеговине, а највећи успјех у клупској историји, остварио је у сезони 2015/16. освајањем Купа БиХ, тако обезбиједивши свој први наступ на европској сцени.

### ФК Радник Бијељина у европским такмичењима
| Сезона   | Такмичење        | Коло        | Држава   | Клуб     | Дом. | Гост | Укупно | Укупно |
| -------- | ---------------- | ----------- | -------- | -------- | ---- | ---- | ------ | ------ |
| 2016/17. | УЕФА Лига Европе | 1. коло кв. | Бугарска | ФК Берое | 0:2  | 0:0  | 0:2    |        |